# Capelinha (Guarulhos)
Capelinha é um bairro da cidade de Guarulhos localizado na parte norte do município, faz divisa com os distritos do Morro Grande, Água Azul, Fortaleza, Mato das Cobras e também com a cidade de Mairiporã, é cerca de muitos sítios, possui um porto de areia na parte sul do distrito e também possui uma grande Pedreira dentro da parte central de seu território e pertencente a empresa Paupedra.
Apesar de ser um dos maiores distritos por tamanho de território é também a segunda região menos populosa de Guarulhos, em 2010 tinha apenas 130 habitantes e 77 domicílios.
O Capelinha é divido em 3 bairros: Chácaras Camilo, Chácaras das Lavras, Chácara de Recreio Oasis e a sua principal via é a Estrada Ary Jorge Zeitune que liga a Estrada Guarulhos Nazaré até fabrica da Ambev.